# امیر راهنمای رونقی
امیر رهنمای رونقی (زاده ۲۵ بهمن ۱۳۷۲) قایقران روئینگ اهل ایران است.

## بازی‌های آسیایی
او در بازی‌های آسیایی ۲۰۱۴، اینچئون به همراه مجتبی شجاعی موفق به کسب نشان برنز ماده دو نفره مردان شد. 